# PolyAnalyst
PolyAnalyst es una plataforma de software de ciencia de datos desarrollada por Megaputer Intelligence que proporciona un entorno para minería de texto, minería de datos, aprendizaje automático y análisis predictivo . Megaputer lo utiliza para crear herramientas con aplicaciones para el cuidado de la salud, la gestión empresarial, los seguros y otras industrias. PolyAnalyst también se ha utilizado para el pronóstico y la investigación científica de COVID-19 . La interfaz gráfica de usuario de PolyAnalyst contiene nodos que se pueden vincular a un diagrama de flujo para realizar un análisis. El software proporciona nodos para la importación de datos, la preparación de datos, la visualización de datos, el análisis de datos y la exportación de datos . PolyAnalyst incluye funciones para agrupación de texto, análisis de opiniones, extracción de hechos, palabras clave y entidades, y la creación de taxonomías y ontologías . Polyanalyst admite una variedad de algoritmos de aprendizaje automático, así como nodos para el análisis de datos estructurados y la capacidad de ejecutar código en Python y R. PolyAnalyst también actúa como un generador de informes, lo que permite que personas que no sean analistas puedan ver el resultado de un análisis. Utiliza un modelo cliente-servidor y está licenciado bajo un modelo de software como servicio . 

## Descripción general

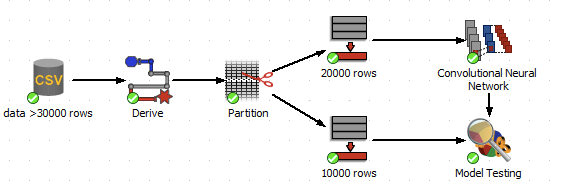
Una captura de pantalla de un diagrama de flujo de PolyAnalyst que muestra el uso de un nodo de red neuronal convolucional.

## Aplicaciones de negocios

### Seguro
PolyAnalyst se utilizó para crear una herramienta de predicción de subrogación que determina la probabilidad de que un reclamo sea subrogable y, de ser así, la cantidad que se espera recuperar. La herramienta funciona clasificando las reclamaciones de seguros en función de si cumplen o no los criterios necesarios para una subrogación exitosa.  PolyAnalyst también se utiliza para detectar fraudes de seguros.

### Cuidado de la salud

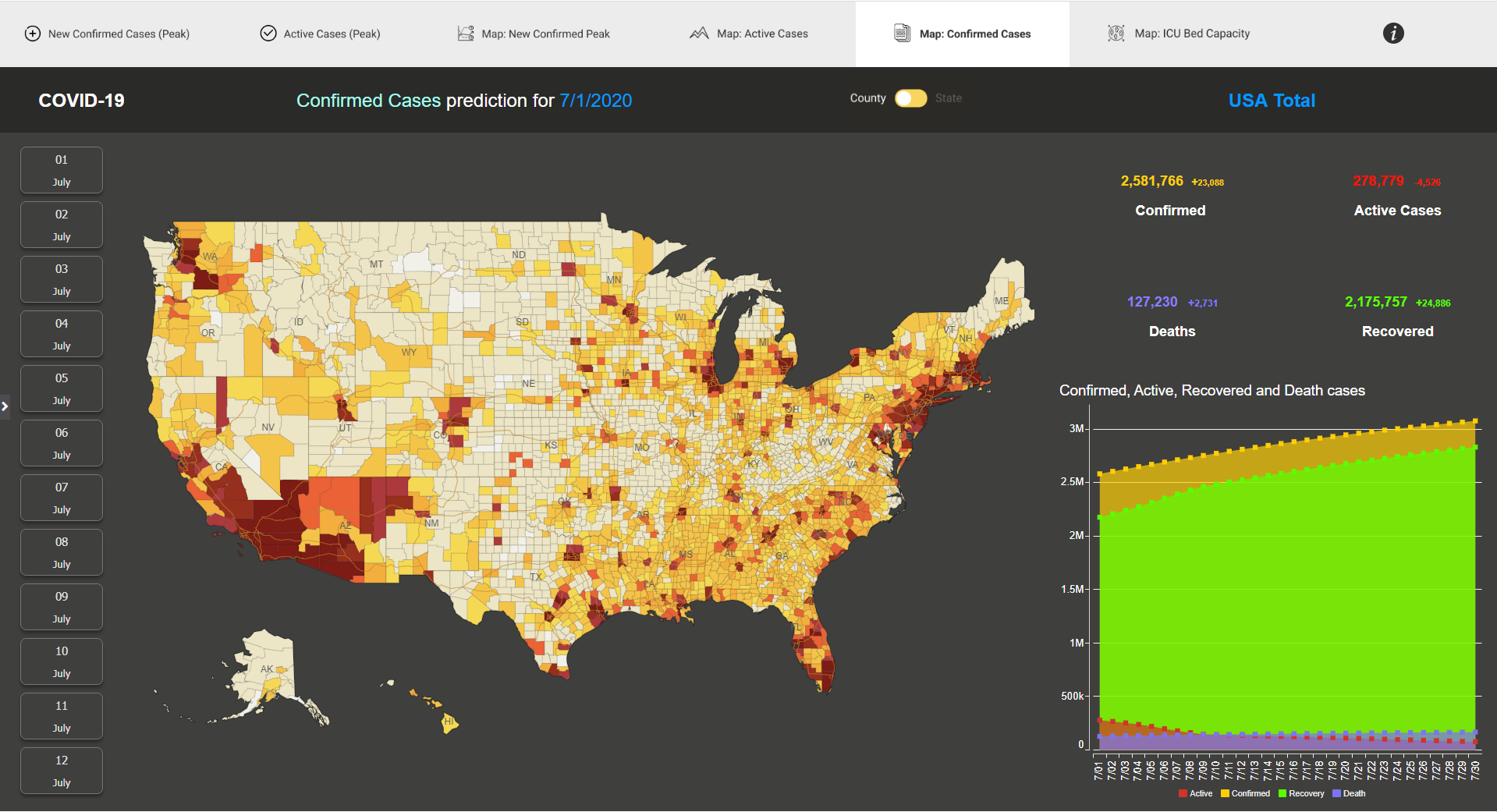
Un mapa de calor que muestra el pronóstico COVID-19 de Megaputer

Las compañías farmacéuticas utilizan PolyAnalyst para ayudar en la farmacovigilancia . El software se utilizó para diseñar una herramienta que relaciona las descripciones de los eventos adversos con sus códigos MedDRA adecuados, determina si los efectos secundarios son graves o no graves y configura los casos para un seguimiento continuo si es necesario. PolyAnalyst también se ha aplicado para descubrir nuevos usos para medicamentos existentes mediante la extracción de texto ClinicalTrials.gov y para pronosticar la propagación del virus COVID-19 en los Estados Unidos y Rusia.

### Administración de Empresas
PolyAnalyst se utiliza en la gestión empresarial para analizar los comentarios escritos de los clientes, incluidos los datos de revisión de productos, las reclamaciones de garantía y los comentarios de los clientes. En un caso, se utilizó PolyAnalyst para crear una herramienta que ayudó a una empresa a monitorear las conversaciones de sus empleados con los clientes al calificar sus mensajes según factores como profesionalismo, empatía y corrección de la respuesta. La empresa informó a Forrester Research que esta herramienta les había ahorrado 11,8 millones de dólares al año.

## Supercomputadora SKIF Cyberia
PolyAnalyst se ejecuta en la Supercomputadora SKIF Cyberia en la Universidad Estatal de Tomsk, donde se pone a disposición de los investigadores rusos a través del Centro de Uso Colectivo (CCU). Los investigadores del centro utilizan PolyAnalyst para realizar investigaciones científicas y gestionar las operaciones de sus universidades. En 2020, investigadores de la Universidad Estatal de Vyatka (en colaboración con la CCU) realizaron un estudio en el que se utilizó PolyAnalyst para identificar y llegar a las víctimas de violencia doméstica a través del análisis de las redes sociales . Los investigadores rastrearon la web en busca de mensajes que contuvieran descripciones de abuso y luego clasificaron el tipo de abuso como físico, psicológico, económico o sexual. También construyeron un chatbot para contactar a las víctimas de abuso identificadas y derivarlas a especialistas según el tipo de abuso descrito en sus mensajes. Los datos recopilados en este estudio se utilizaron para crear el primer corpus en ruso sobre violencia doméstica.